# Jack Ma
Jack Ma (xinès simplificat: 马云)  (Hangzhou, 10 de setembre de 1964) Jack Ma Yun, és un magnat empresarial, inversor i filantrop xinès. És el cofundador i antic president executiu d'Alibaba Group, un conglomerat tecnològic multinacional. A més, va cofundar Yunfeng Capital, una empresa de capital privat. Ma és un ferm defensor d'una economia oberta i impulsada pel mercat.
L'agost de 2014, segons l'índex de multimilionaris de Bloomberg, Jack Ma tenia un patrimoni net de 21.800 milions de dòlars, el que el convertia en l'home més ric de la Xina. El 2017, Ma va ocupar el segon lloc a la llista anual dels "50 millors líders del món" de Fortune. S'ha considerat àmpliament com un ambaixador global informal dels negocis xinesos i és una figura influent per a la comunitat d'empreses emergents. El setembre de 2018, va anunciar que es retiraria d'Alibaba i dedicaria feina a l'educació, la filantropia i les causes ambientals; l'any següent, Daniel Zhang el va succeir com a president executiu.
A l'octubre de 2021, amb un patrimoni net de 42.300 milions de dòlars, Ma és la quarta persona més rica de la Xina (després de Zhong Shanshan, Ma Huateng i Zhang Yiming), així com una de les persones més riques del món, classificada en el lloc 32 per Bloomberg. Índex de multimilionaris. El 2019, Forbes va nomenar Ma a la seva llista dels "Herois de la filantropia d'Àsia 2019" pel seu treball de suport a les comunitats desfavorides a la Xina, Àfrica, Austràlia i l'Orient Mitjà. L'abril de 2021, Jack Ma va ocupar el lloc 26 a la "Llista de rics mundials de Forbes 2021" amb una fortuna de 48.400 milions de dòlars EUA.

## Biografia
Jack Ma va néixer a Hangzhou, Zhejiang, Xina. Va començar a estudiar anglès a una edat jove conversant amb angloparlants a l'Hangzhou International Hotel. Durant nou anys, la Ma va muntar 27 km (17 milles) amb la seva bicicleta per donar als turistes recorreguts per la zona per practicar el seu anglès. Es va fer amic per correspondència d'un d'aquells estrangers, que el va batejar "Jack" perquè li costava pronunciar el seu nom xinès.
Més tard, en la seva joventut, Ma va lluitar per anar a la universitat. Va suspendre l'examen d'accés a la Universitat de Mestres de Hangzhou dues vegades, ja que el seu punt feble eren les matemàtiques. Les proves d'accés a la Xina, que se celebraven anualment, Ma trigaven tres anys a aprovar-se. Ma va assistir a l'Institut de professors de Hangzhou (actualment conegut com a Universitat Normal de Hangzhou) i es va graduar el 1988 amb una llicenciatura en arts en anglès. Mentre estava a l'escola, la Ma era la cap del consell d'estudiants. Després de graduar-se, es va convertir en professor d'anglès i comerç internacional a la Universitat de Hangzhou Dianzi. També afirma haver-se sol·licitat deu vegades a la Harvard Business School i cada cop l'han rebutjat.

## Carrera empresarial

### Carrera inicial
Segons el discurs autobiogràfic de Ma, després de graduar-se a la Universitat Normal de Hangzhou el 1988, Ma va sol·licitar 31 feines diferents i va ser rebutjada per tots. "Vaig ser per a un treball amb el KFC, van dir," no ets ' va dir Ma entrevistador Charlie Rose. "Fins i tot vaig anar a KFC quan es tractava de la meva ciutat. Vint-i-quatre persones van anar a la feina. Se'n van acceptar vint-i-tres. Jo era l'únic home [rebutjat]...". Durant aquest període, la Xina es trobava en la seva primera dècada de la reforma econòmica xinesa de Deng Xiaoping.
El 1994, Ma va saber parlar d'Internet i també va fundar la seva primera empresa, Hangzhou Haibo Translation Agency (杭州海波翻譯社). A principis de 1995, va marxar als EUA en nom del govern municipal amb companys que l'havien ajudat a introduir-lo a Internet. Tot i que va trobar informació relacionada amb la cervesa de molts països, li va sorprendre no trobar-ne cap de la Xina. També va intentar buscar informació general sobre la Xina i de nou es va sorprendre de trobar-ne cap. Així que ell i el seu amic van crear un lloc web "lleig" relacionat amb la Xina. Va llançar el lloc web a les 9:40 i a les 12:30 havia rebut correus electrònics d'alguns inversors xinesos que volien saber-ne. Va ser llavors quan la Ma es va adonar que Internet tenia alguna cosa fantàstica per oferir. L'abril de 1995, Ma i He Yibing (un professor d'informàtica) van obrir la primera oficina per a China Pages i Ma va iniciar la seva segona empresa. El 10 de maig de 1995, van registrar el domini chinapages.com als Estats Units. En tres anys, l'empresa havia fet 5.000.000 de renminbi, que en aquell moment equivalien a 800.000 dòlars americans.
Ma va començar a crear llocs web per a empreses xineses amb l'ajuda d'amics als EUA. Va dir que "El dia que ens vam connectar al web, vaig convidar amics i gent de la televisió a casa meva", i amb una connexió telefònica molt lenta, "vam esperar tres hores i mitja i vam tenir mitja pàgina". va recordar. “Vam beure, veure la televisió i jugar a cartes, esperant. Però estava molt orgullós. Vaig demostrar que Internet existia". En una conferència el 2010, Ma va revelar que mai no ha escrit una línia de codi ni ha fet una venda a un client. Va adquirir un ordinador per primera vegada als 33 anys.
De 1998 a 1999, Ma va dirigir una empresa de tecnologia de la informació establerta pel Centre de Comerç Electrònic Internacional de la Xina, un departament del Ministeri de Comerç Exterior i Cooperació Econòmica. L'any 1999, va deixar i va tornar a Hangzhou amb el seu equip per fundar Alibaba, un lloc de mercat d'empresa a empresa amb seu a la Xina al seu apartament amb un grup de 18 amics. Va començar una nova ronda de desenvolupament d'empreses amb 500.000 iuans.

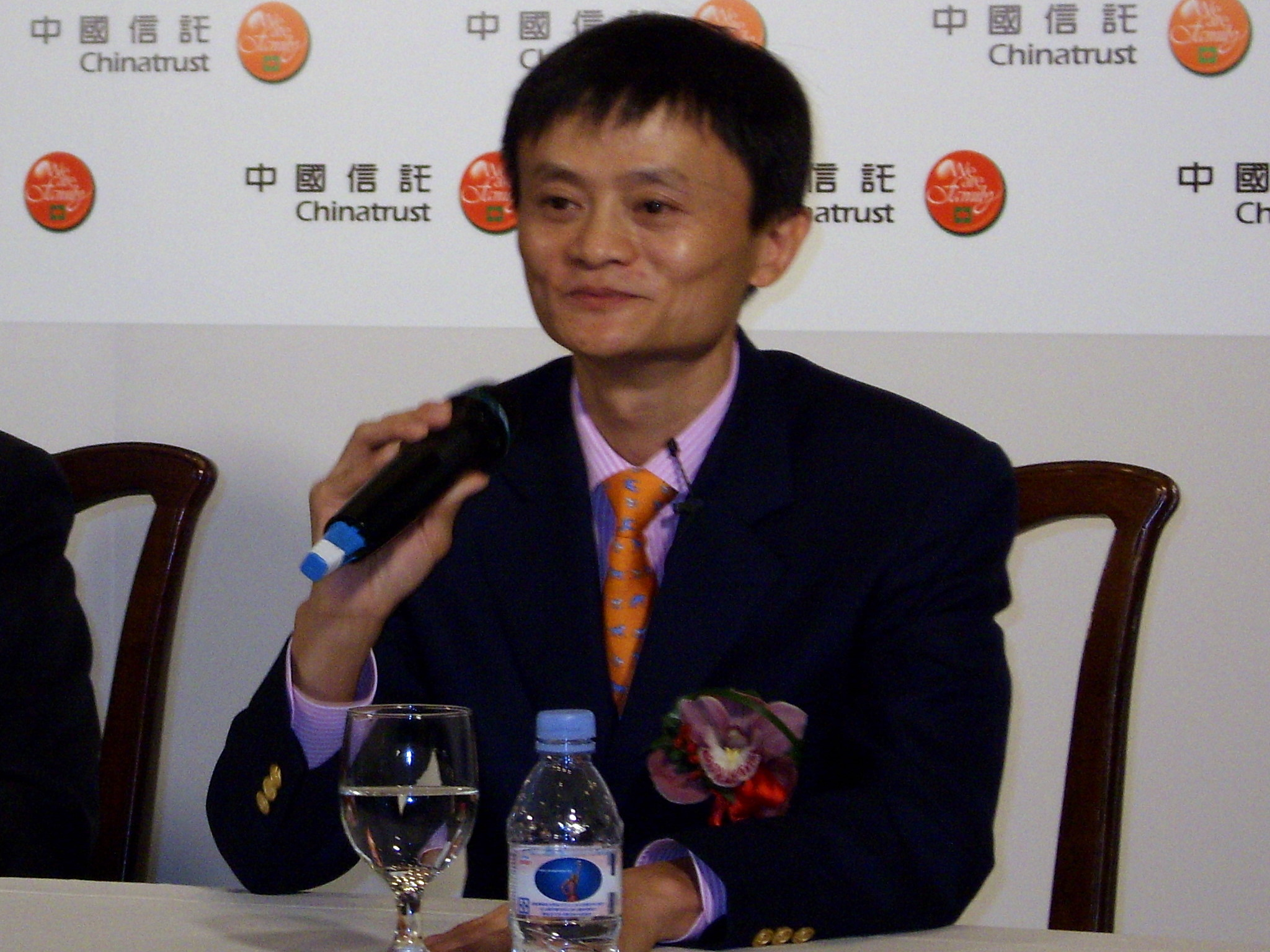
Jack Ma al 2007 China Trust Global Leaders Forum

L'octubre de 1999 i el gener de 2000, Alibaba va guanyar un total de 25 milions de dòlars d'inversió de capital risc estranger de Goldman Sachs i Softbank. S'esperava que el programa millorés el mercat nacional de comerç electrònic i perfeccionés una plataforma de comerç electrònic per a les empreses xineses, especialment les petites i mitjanes empreses (PIME), per abordar els reptes de l'Organització Mundial del Comerç (OMC). Alibaba es va fer rendible tres anys després. Ma volia millorar el sistema global de comerç electrònic i des de 2003 va fundar Taobao Marketplace, Alipay, Ali Mama i Lynx. Després del ràpid ascens de Taobao, eBay es va oferir a comprar l'empresa. No obstant això, Ma va rebutjar la seva oferta i va obtenir el suport del cofundador de Yahoo, Jerry Yang, amb una inversió de mil milions de dòlars.

### OPI d'Alibaba
El setembre de 2014 es va informar que Alibaba recaptava més de 25.000 milions de dòlars en una oferta pública inicial (OPI) a la Borsa de Nova York. Alibaba es va convertir en una de les empreses tecnològiques més valuoses del món després de recaptar els 25.000 milions de dòlars, l'oferta pública inicial més gran de la història financera dels Estats Units.

### President del Grup Alibaba
Ma va exercir com a president executiu d'Alibaba Group, que és un holding amb nou filials principals: Alibaba.com, Taobao Marketplace, Tmall, eTao, Alibaba Cloud Computing, Juhuasuan, 1688.com, AliExpress.com i Alipay. El novembre de 2012, el volum de transaccions en línia d'Alibaba va superar el bilió d'iuans. Ma va deixar el càrrec de conseller delegat d'Alibaba el 10 de maig de 2013, però va romandre com a president executiu de la corporació. A 2016, Ma és la propietària de Château de Sours a Bordeus, Chateau Guerry a Côtes de Bourg i Château Perenne a Blaye, Côtes de Bordeaux.
El 9 de gener de 2017, Ma es va reunir amb el president electe dels Estats Units, Donald Trump, a la Trump Tower, per discutir el potencial d'un milió de llocs de treball oberts durant els cinc anys següents a través dels interessos empresarials d'Alibaba als Estats Units d'Amèrica. El 8 de setembre de 2017, per celebrar el 18è any d'establiment d'Alibaba, Ma va aparèixer a l'escenari i va oferir una actuació inspirada en Michael-Jackson. Va interpretar part de "Can You Feel The Love Tonight" a l'esdeveniment d'aniversari d'Alibaba del 2009 mentre vestit com un cantant de heavy metal. El mateix mes, Ma també es va associar amb Sir Li Ka-shing en una empresa conjunta per oferir un servei de cartera digital a Hong Kong.
Ma va anunciar el 10 de setembre de 2018 que renunciaria com a president executiu d'Alibaba Group Holding l'any vinent. Ma va negar els informes que el govern xinès l'havia obligat a deixar-se al costat i va declarar que es vol centrar en la filantropia a través de la seva fundació. Des d'aquell moment, Daniel Zhang va passar Alibaba com a president executiu.
Ma va renunciar oficialment a la junta directiva d'Alibaba l'1 d'octubre de 2020.

### Desaparició de la vista pública
Els mitjans de comunicació van assenyalar la manca d'aparicions públiques de Ma entre l'octubre del 2020 i el gener del 2021, coincidint amb una repressió regulatòria als seus negocis. El Financial Times va informar que la desaparició podria haver estat relacionada amb un discurs pronunciat al fòrum anual dels mercats financers del Banc Popular de la Xina, en què Ma va criticar els reguladors i els bancs de la Xina. El novembre de 2020, el Financial Times va informar de la cancel·lació brusca de l'oferta pública inicial (IPO) prevista del Ant Group després d'una intervenció dels reguladors financers. Segons banquers i funcionaris xinesos, l'objectiu de la intervenció era l'estabilitat financera. Alguns comentaristes van especular que Ma podria haver estat víctima d'una desaparició forçada, mentre que altres van especular que podria estar mentint de manera voluntària. Ma va tornar a fer una aparició pública el 20 de gener de 2021, parlant mitjançant un enllaç de vídeo a un grup de professors rurals en un esdeveniment benèfic, la Iniciativa anual de mestres rurals. El febrer de 2021, Bloomberg va informar que se'l va veure jugant al golf al Sun Valley Golf Resort a l'illa xinesa de Hainan.

## Carrera en el món de l'entreteniment
El 2017, Ma va debutar com a actor amb el seu primer curtmetratge de kung fu Gong Shou Dao. Va ser filmat en col·laboració amb el Double 11 Shopping Carnival Singles' Day. El mateix any, també va participar en un festival de cant i va fer balls durant la festa del 18è aniversari d'Alibaba.
El novembre de 2020, a la final d'Africa's Business Heroes, Ma va ser substituït com a jutge al programa de televisió, amb l'executiu d'Alibaba Peng Lei ocupant el seu lloc, segons es diu "A causa d'un conflicte d'horaris".

## Premis i guardons
- El 2004, Ma va ser honrada com una de les "10 millors personalitats econòmiques de l'any" per la Televisió Central de la Xina (CCTV).[22]
- El setembre de 2005, el Fòrum Econòmic Mundial va seleccionar Ma com a "Jove líder mundial".[22]
- Fortune també el va seleccionar com un dels "25 empresaris més poderosos d'Àsia" el 2005.[22]
- Businessweek també el va seleccionar com a "Empresari de l'any" el 2007.[23]
- El 2008, Barron's el va presentar com un dels 30 "Millors CEO del món"[24]
- El maig de 2009, la revista Time va classificar Ma com una de les 100 persones més poderoses del món. En informar dels èxits de Ma, Adi Ignatius, antic editor sènior de Time i redactor en cap de la Harvard Business Review, va assenyalar que "l'empresari d'Internet xinès és de parla suau i semblant a un elf, i parla molt bé l'anglès" i va remarcar que "Taobao.com, el lloc web de subhastes de consumidors del Sr. Ma, va conquerir eBay a la Xina".[25] També va ser inclòs en aquesta llista el 2014.
- BusinessWeek el va triar com una de les persones més poderoses de la Xina.[26]
- Forbes Xina també el va seleccionar com un dels 10 empresaris més respectats de la Xina el 2009. Ma va rebre el premi CCTV Economic Person of the Year: Business Leaders of the Decade 2009.
- El 2010, Ma va ser seleccionat per Forbes Àsia com un dels herois de la filantropia d'Àsia per la seva contribució a l'ajuda en cas de desastres i la pobresa.[27]
- El 2011, es va anunciar que una de les seves empreses havia aconseguit el control d'Alipay, antiga filial d'Alibaba Group, per tal de "complir la llei xinesa que regula les empreses de pagament per tal d'aconseguir una llicència per continuar operant Alipay.[28]
- Nombrosos analistes van informar que Ma es va vendre Alipay per sota del valor de mercat sense notificar el consell d'Alibaba Group o els altres grans propietaris Yahoo i Softbank, mentre que Ma va declarar que el consell d'administració d'Alibaba Group estava al corrent de la transacció. La disputa de propietat va ser resolta pel grup Alibaba, Yahoo! i Softbank el juliol de 2011.[29]
- Ma va rebre un títol de doctor honoris causa per la Universitat de Ciència i Tecnologia de Hong Kong el novembre de 2013.[30]
- Ma va ser membre del consell de SoftBank del Japó (2007–2020) i de la Huayi Brothers Media Corporation de la Xina.[31] Es va convertir en administrador del programa de la Xina de The Nature Conservancy l'any 2009 i es va unir a la seva junta directiva global l'abril de 2010.
- El 2013, es va convertir en president de la junta del programa Xina de The Nature Conservancy; això va ser un dia després que deixés d'Alibaba com a conseller delegat de l'empresa.[32][33]
- El 2014, va ser classificat com la 30a persona més poderosa del món en un rànquing anual publicat per Forbes.
- El 2015, el premi asiàtic el va distingir amb el premi Emprenedor de l'any.[34]
- El 2017, Fortune va classificar Ma en segon lloc a la llista dels 50 millors líders del món.[35]
- L'any 2017, una enquesta de KPMG va situar Ma en tercer lloc en l'enquesta visionària global d'innovació tecnològica.
- L'octubre de 2017, Ma va rebre un títol honorari de Doctor en Ciències en Tecnoemprenedoria per la Universitat De La Salle de Manila, Filipines.[36]
- El maig de 2018, Ma va rebre un títol honorari de Doctor en Ciències Socials per la Universitat de Hong Kong en reconeixement de les seves contribucions a la tecnologia, la societat i el món.[37]
- El maig de 2018, Ma va rebre un doctorat honoris causa dels professors Yaakov Frenkel i Yaron Oz a la Universitat de Tel-Aviv.[38]
- El maig de 2019, el secretari general de les Nacions Unides va designar Ma i altres 16 figures mundials influents com a nous defensors dels objectius de desenvolupament sostenible.[39]
- El juliol de 2020, Ma va rebre del rei Abdullah II una medalla de primera categoria per la seva contribució a la lluita contra la pandèmia de la COVID-19.[40]
- L'agost de 2020, Ma havia de rebre del president del Pakistan una medalla Hilal e Quaid e Azam per la seva contribució a la lluita contra la pandèmia de la COVID-19.[41]

## Vistes
Ma és seguidor tant del budisme com del taoisme.
A la reunió general anual d'accionistes d'Alibaba.com el maig de 2010, Ma va anunciar que Alibaba Group començaria el 2010 a destinar el 0,3% dels ingressos anuals a la protecció del medi ambient, especialment en projectes de millora de la qualitat de l'aigua i l'aire. Sobre el futur d'Alibaba, ha dit, "el nostre repte és ajudar a més persones a guanyar diners saludables," diners sostenibles ", diners que no només siguin bons per a ells mateixos, sinó també per a la societat. Aquesta és la transformació que pretenem fer."
El 24 de setembre de 2014, en una entrevista a Taobao, Ma va atribuir la força de la societat nord-americana a la seva herència cristiana i va expressar la seva creença en la importància que la Xina implementi un sistema de valors positius, per tal de superar el llegat de la Revolució Cultural.
El novembre de 2018, el Diari del Poble va identificar a Ma com a membre del Partit Comunista de la Xina, cosa que va sorprendre els observadors.
Ma va rebre crítiques internacionals després d'aprovar públicament la pràctica laboral xinesa coneguda com el sistema de 996 hores de treball.
Quan se li va demanar el 2019 que donés la seva opinió sobre el futur, Ma va tornar a declarar que el 996 era actualment una "enorme benedicció" necessària per aconseguir l'èxit, però va continuar afirmant que la tecnologia d'intel·ligència artificial podria conduir a una millor vida d'oci en el futur. on la gent només hauria de treballar quatre hores diàries, tres dies a la setmana. Al mateix temps, Ma va expressar l'escepticisme que la IA podria substituir completament les persones, fent referència a la seva teoria que l'èxit requereix un "quotient d'amor" i afirmant que les màquines mai poden igualar aquest èxit. Ma també va predir que el col·lapse de la població es convertiria en un gran problema en el futur.

## Filantropia
Jack Ma és el fundador de la Jack Ma Foundation, una organització filantròpica centrada en la millora de l'educació, el medi ambient i la salut pública.
El 2008, Alibaba va donar 808.000 dòlars a les víctimes del terratrèmol de Sichuan. El 2009 Jack Ma es va convertir en administrador del programa de la Xina de The Nature Conservancy, i el 2010 es va unir a la Junta Directiva global de l'organització.
El 2015, Alibaba va llançar una organització sense ànim de lucre, Alibaba Hong Kong Young Entrepreneurs Foundation, que dona suport als empresaris de Hong Kong per ajudar-los a fer créixer els seus negocis. El mateix any, l'empresa va finançar la reconstrucció de 1.000 cases danyades pel terratrèmol al Nepal, i va recaptar diners per a altres 9.000. El 2015 també va fundar l'escola Hupan una escola de negocis.
El setembre de 2018, Ma va iniciar la Fundació Jack Ma i va anunciar que es retiraria d'Alibaba per dedicar-se a la tasca educativa, la filantropia i les causes ambientals.
L'any 2019, Forbes va nomenar Ma a la seva llista d'"Herois de la filantropia d'Àsia 2019" i li va concedir el premi Malcolm S. Forbes a la trajectòria per la seva feina per donar suport a les comunitats desfavorides de la Xina, Àfrica, Austràlia i l'Orient Mitjà.
L'any 2020, com a resposta a la pandèmia de la COVID-19, la Fundació Alibaba i la Fundació Jack Ma van llançar diverses iniciatives, algunes de les quals van implicar la donació de subministraments mèdics als Estats Units, així com a diversos països d'Àsia, Àfrica i Europa.

## Vida familiar i personal
Ma va néixer en una família de recursos limitats. Els seus pares eren músics i de vegades contacontes. A la universitat va conèixer Zhang Ying (Chinese), també coneguda com Cathy Zhang, una companya d'estudis, també de la zona de Hangzhou. Es van casar poc després de graduar-se el 1988 i, a més de treballar com a professor de xinès, Zhang va ser actiu en el desenvolupament inicial dels negocis de Ma i es va convertir en director general de l'empresa principal, fins al 2004. La parella té tres fills: un fill, Ma Yuankun (també conegut com a Jerry Ma), nascut el 1992, una filla que es diu Ma Yuanbao i una altra.